# デカ 黒川鈴木
『デカ 黒川鈴木』（デカ くろかわすずき）は、2012年1月5日から同年3月29日まで読売テレビ制作・日本テレビ系列の木曜ミステリーシアター枠で放送されていたテレビドラマ。
タイトルロゴでは『デカ☆黒川鈴木』（☆は他の文字よりも小さい）と表記されている。

## 概要
滝田務雄の警察小説『田舎の刑事シリーズ』を原作に、都会から離れた田舎にある警察署の刑事・黒川鈴木が、無能な部下たちと共に田舎で起きた凶悪事件の解決に全力で取り組む姿をコメディータッチで描く。お笑いタレントが多くゲスト出演しているが、おおむね事件パートに関わるシリアス、陰鬱な役どころであり、ギャグの多くは田辺誠一扮する白石高作や鶴田真由演じる黒川静江が担っている。なお、田中圭が事実上の途中降板となったことに対し、板尾は『板尾日記8』でキャスティングの不手際に怒りを示している。
板尾創路は、木曜ミステリーシアターの前身である木曜ナイトドラマ枠で放送された『連続ドラマ小説 木下部長とボク』（2010年1月期）以来2年ぶりの主演となり、脚本は同作を手掛けた大宮エリーが担当する。
キャッチコピーは「この刑事たち、チームワークゼロ。」
2012年6月13日にDVD-BOXを発売。

## キャスト

### レギュラー

#### 奥野原警察署
黒川 鈴木 (40) - 板尾創路
刑事係係長。抜群の推理力の持ち主だが、頭が固く浮ついている白石に暴言を吐くこともある。反面、部下や妻の陰口に弱い。天然ボケな一面もあり、ほどけた靴紐を結ぼうとしたり、脱げそうになった靴下を直そうとすると、かがんだ体勢のままダンゴムシのように後ろに転がってしまう。口癖は「トリックは犯人からのメッセージなんや」。
白石 高作 (37) - 田辺誠一
黒川の部下。能天気で空気を読まないマイペースな性格の持ち主で、黒川に殺意を覚えさせるほどである。
赤木 忠志 (26) - 田中圭
黒川の部下。警察署きってのイケメン刑事。黒川や白石とは違い生真面目で、二人のツッコミ役。実家は医院で、入院した父親から医者を継げと言われ、大学の医学部に入るべく受験勉強をするため内勤となり、無事医大生となる。
緑谷 緑 - 藤本泉
交通課。刑事課で捜査の補佐も務める。
署長 - 斉木しげる
「いつもニコニコ、助け合い」をモットーにしている。

#### その他
黒川 静江 (35) - 鶴田真由
黒川の妻。お嬢様育ちだが、安月給の黒川に合わせて節約している。突如事件現場に現れては毒舌を吐き、黒川を翻弄させる。
居酒屋「やまぶき」の店主 - 武田幸三
店主の娘 - 岩﨑名美
事件の真相が分かった時や解決後に黒川がいつも訪れる。
『情報ワンダフル』キャスター - 山田将之

### ゲスト
- 第1話
  - 園山 園子（園山家長女） - 釈由美子
  - 園山 達夫（園山家長男・ファッションブランド経営） - 山本剛史
  - 園山 丸夫（園山家次男・IT系中小企業社長） - 西島巧輔
  - 園山 茂夫（園山わさび農園園主・事件の被害者） - 田口主将
  - 路線バス運転手（目撃者） - 松村穣
  - そば屋のおかみさん - ふくまつみ
- 第2話
  - 正木（ボートハウス管理人） - 阿部力
  - 西田 智子（カフェあさぎ店員） - 熊切あさ美
  - 石崎（カフェあさぎオーナー） - 遠藤かおる
  - 鮫島（鬼瓦組組頭） - 本郷壮二郎
  - 堀田（鬼瓦組幹部） - 古井榮一
  - 発砲音を聞いたカップル - 葛西直美、細川佳央
- 第3話
  - 井波（元研究者） - 遠藤章造（ココリコ）
  - 島 洋子（幼稚園教諭） - 佐藤めぐみ
  - 運送業者（事件の第一発見者） - 大坪貴史
  - 鑑識職員 - 林裕也
- 第4話
  - 和田 明夫（四葉警備警備員） - 渡部豪太
  - 田口（コンビニユメマートオーナー） - 中川礼二（中川家）
  - 山下 礼子（児童養護施設ゆりかごガーデンシスター） - 西方凌
  - コンビニ強盗犯 - 伊方勝、星浩貴
- 第5話
  - 長崎 ちひろ（温泉旅館月見草女将） - 笛木優子
  - 長崎 達也（ちひろの夫・月見草5代目オーナー） - 津田寛治
  - 春田 京子（月見草支度係） - 只野あっ子
  - 篠村 千代子（月見草食事係） - 川俣しのぶ
  - 新田 孝之（月見草清掃係） - 桐生コウジ
  - 吉村 歩美（月見草フロント係） - 太沢えり
  - 東 賢明（ルポライター兼カメラマン・事件の被害者） - 吉田智則
  - 医師 - 建蔵
- 第6話
  - 丸田 真司（今日子の夫） - 木村祐一
  - 矢吹 はじめ（工房矢吹芸術家） - 藤井隆
  - 井上 孝（浅葱小学校教員） - 大堀こういち
  - 四ノ宮 今日子（資産家） - 倉田あみ
  - 横田 健次（小学生） - 松本聖海
  - 丸田の用心棒 - 光宣
  - 情報ワンダフルコメンテーター - たくませいこ
  - 主婦 - 山田あさこ
- 第7話
  - 岡林 咲子（西関東新聞社社会部記者・白石の大学時代の後輩） - 中村ゆり
  - 近藤 正志（近藤内科診療所開業医・事件の被害者） - ぼんちおさむ
  - 湯浅 健太郎（アトリエYuasa陶芸家） - 大和田獏
  - 近藤 まりあ（近藤の娘・湯浅の元弟子） - 愛純もえり
  - 安田（バルビゾン製薬・事件の第一発見者） - 政岡泰志
  - 久保田（近藤内科診療所看護師） - 上泉弘美
  - 編集者 - 栗林慎吾
  - 主婦 - 平田敦子
- 第8話
  - 佐伯 将司（イベンター） - 品川祐（品川庄司）
  - 田中 美佐子（文具メーカー・渡部の彼女） - 佐藤寛子
  - 渡部 健司（ギタリスト） - 瀬川亮
  - 水嶋 有希（食品メーカー・佐伯の彼女） - 水崎綾女
  - 倉持 和也（奥野原病院内科医・事件の被害者） - 大口兼悟
  - 橋爪（奥野原病院内科医・倉持の上司） - なだぎ武（ザ・プラン9）
  - 田沼（奥野原病院外科医） - 高橋茂雄（サバンナ）
  - 宮津 真由美（奥野原病院内科病棟看護師） - 麻生英奈
  - 奥野原病院看護師 - 堀内恵
- 第9話
  - 窪田 明男（虹ノ丘団地405号室住人・事件の被害者） - 山崎邦正
  - 一条 みかげ（虹ノ丘団地602号室住人・キャバクラ嬢） - 三津谷葉子
  - 佐々木 真紀（虹ノ丘団地502号室住人・専業主婦） - 高橋かおり
  - 佐々木 良夫（真紀の夫・羽村商事営業部） - 飯田基祐
  - 佐々木 まい（佐々木夫妻の娘・小学2年生） - 伊藤星
  - 三宅 信子（虹ノ丘団地503号室住人・専業主婦） - 小川菜摘
  - 三宅 まさる（信子の息子・小学3年生） - 戸松恵哉
  - 角田 広志（宅配ピザピザール配達員[2]） - バッファロー吾郎A（バッファロー吾郎）
  - 鑑識官 - 矢柴俊博
  - みかげと一緒にいた男性 - 一戸曹佑
  - 青酸カリの売人 - 妹尾公資
  - 虹ノ丘団地の住人 - 中谷しのぶ（読売テレビアナウンサー）
- 第10話
  - 田崎 真知子（しげるの妻） - 酒井若菜
  - 田崎 しげる（浄光寺[3]住職・真知子の夫） - 山本浩司
  - 田上 由美（アクセサリー販売員・しげるの元恋人） - 岩佐真悠子
  - 井上 真一郎（元自動車販売員・由美の元恋人） - 渋江譲二
  - 島田 圭一（アルバイト店員・由美の部下） - 山本圭祐
  - 村山（真知子の介添人） - 佑希梨奈
  - 鑑識官 - 日栄洋祐
  - 披露宴の参列者 - 吉川麻美、松田百香
- 第11話
  - 村上 ちあき（魚屋村上店主・事件の被害者） - あめくみちこ
  - 神谷 卓（ちあきの友人・元射撃競技日本代表） - 阿南健治
  - 田原 美鈴（ちあきの隣人・ストーカー被害者） - 井森美幸
  - 村上 太郎（ちあきの息子） - 長田成哉
  - 三上 健太（魚屋村上アルバイト店員） - 山本一慶
  - 斉藤 和子（ちあきの向かいに住んでる主婦） - 山本みどり
  - 斉藤 良平（和子の息子） - 重山邦輝
  - 鑑識官 - チング・ポカ
- 第12話
  - 冬沢 誠二（黒川の同期・本庁から赴任してきた刑事） - 佐野史郎
  - 夏八木 亜紀（雅彦の妻） - 野村真美
  - 夏八木 雅彦（ミュージシャン・事件の被害者） - 藤原いくろう
  - ビジネスホテル鶴屋のフロント係 - 島岡亮丞
  - 鑑識官 - 渡辺郁也
- 最終話
  - 清宮 良隆（志茂神社神主） - 西岡徳馬
  - 清宮 るみ（良隆の妻） - 荻野目慶子
  - 清宮 秀典（良隆の弟） - 中村有志
  - 清宮 さやか（良隆の娘） - 井東紗椰
  - 田中（清宮家の家政婦） - 伊藤修子
  - ヨシオ（誘拐犯に間違えられた男） - 七枝実
  - 清宮 さやか(幼少期) - 横山百華

## 主題歌
- YU-A「あなたの笑顔」（よしもとアール・アンド・シー）

## スタッフ
- 原作：滝田務雄『田舎の刑事の趣味とお仕事』[1]（創元推理文庫）
- 脚本：大宮エリー
- 音楽：藤原いくろう
- 法律監修：大森剛（弁護士法人 梅ヶ枝中央法律事務所）
- 協力：相模原市
- チーフプロデューサー：堀口良則（読売テレビ）
- プロデューサー：福田浩之、河内俊昭（よしもとクリエイティブ・エージェンシー）
- 演出：本田隆一、島崎敏樹（泉放送制作）、関野宗紀、木村政和
- 制作プロダクション：泉放送制作
- 制作協力：吉本興業
- 製作著作：読売テレビ

## サブタイトル
| 各話 | 放送日        | サブタイトル                | 原作タイトル               | 演出     |
| ---- | ------------- | --------------------------- | -------------------------- | -------- |
| 01   | 2012年1月05日 | ワサビ畑で捕まえて!         | 田舎の刑事の趣味とお仕事   | 本田隆一 |
| 02   | 2012年1月12日 | 殺される前に釣り上げろ!     | 田舎の刑事の魚と拳銃       | 本田隆一 |
| 03   | 2012年1月19日 | 青酸カリを、回収せよ!       | 田舎の刑事のウサギと猛毒   | 島崎敏樹 |
| 04   | 2012年1月26日 | 脱走劇の謎!                 | 田舎の刑事の危機とリベンジ | 島崎敏樹 |
| 05   | 2012年2月02日 | 美人女将と湯けむり殺人事件! | ドラマオリジナル           | 本田隆一 |
| 06   | 2012年2月09日 | 二億円のルビーが消えた!     | 田舎の刑事の赤と黒         | 本田隆一 |
| 07   | 2012年2月16日 | 消えた死体の謎!             | ドラマオリジナル           | 島崎敏樹 |
| 08   | 2012年2月23日 | バーベキュー殺人事件!       | ドラマオリジナル           | 関野宗紀 |
| 09   | 2012年3月01日 | 毒殺死体が身投げした!?      | ドラマオリジナル           | 島崎敏樹 |
| 10   | 2012年3月08日 | 殺人結婚式                  | ドラマオリジナル           | 木村政和 |
| 11   | 2012年3月15日 | ヒットマンは誰だ!?          | ドラマオリジナル           | 関野宗紀 |
| 12   | 2012年3月22日 | 純愛殺人事件                | ドラマオリジナル           | 島崎敏樹 |
| 13   | 2012年3月29日 | パワーストーン誘拐事件      | ドラマオリジナル           | 島崎敏樹 |